# Manuel Ferrari
Manuel Ferrari (La Plata, 1981) es un director, guionista y director artístico argentino. 

## Biografía
Es docente de la UNLP y programador en Talents Buenos Aires. 

## Filmografía

### Largometrajes
- De la noche a la mañana (2020)
- Cómo estar muerto/Como estar muerto (2008)

### Documentales
- A propósito de Buenos Aires (2006)

### Cortos
- Las credenciales (2020)
- Las expansiones (2017)
- Cónicas de solitude (2015)